# جرج سی. پیمنتل
جرج کلاود پیمنتل (به انگلیسی: George C. Pimentel) (۲ مه ۱۹۲۲- ۱۸ ژوئن ۱۹۸۹) یک شیمی‌دان اهل آمریکا و مخترع لیزر شیمیایی بود. او همچنین تکنیک جداسازی ماتریس در شیمی در دمای پایین را توسعه داد. در شیمی نظری، او پیوند سه مرکزی-چهار الکترونی را به‌عنوان بهترین مدل ساده برای تفسیر مولکول‌های هایپروالانس پیشنهاد کرد، که هم اکنون به عنوان بهترین مدل ساده برای مولکولهای هایپروالانس پذیرفته شده‌است. در اواخر دهه ۱۹۶۰، پیمنتل هدایت تیمی از دانشگاه کالیفرنیا را به‌عهده گرفت که وظیفه طراحی طیف‌سنج مادون قرمز برای مأموریت مریخ ۶ و ۷ به مریخ به آنها محول شده بود. هدف از این ماموریت، تجزیه و تحلیل سطح و جو مریخ بود. 